# ナショナルラグビーリーグ
ナショナルラグビーリーグ（National Rugby League、略称: NRL）は、オーストラリアにおけるプロ男子ラグビーリーグチームのリーグである。オーストラリアラグビーリーグ委員会によって運営される。NRLの主要な競技会はスポンサー名を冠してテルストラ・プレミアシップとも呼ばれる。この競技会にはオーストラリアを拠点とする15チームとニュージーランドを拠点とする1チームの計16チームが参加する。世界で最も視聴者と観客動員数が多いラグビーリーグクラブの競技会である。
ナショナルラグビーリーグはオーストラリアの最高位の国内男子ラグビーリーグクラブ競技会である。1908年に始まったシドニークラブラグビーリーグ競技会から継続して参加しているクラブが含まれる。NRLは、1990年代のスーパーリーグ戦争の余波を受けて、オーストラリアの統括団体オーストラリアンラグビーリーグ（ARL）と巨大メディア企業ニューズ・コーポレーションが支配するスーパーリーグとの間の乗合として1997年に設立された。1997シーズンはこれら2つの組織のリーグが並行して存在していた。このパートナーシップは2012年2月に解消され、NRLの管理運営は独立に設立されたオーストラリアラグビーリーグ委員会に移った。
NRLの試合は3月から10月にかけてオーストラリアとニュージーランドでプレーされる。シーズンは優勝決定戦のNRLグランドファイナルで頂点に達する。グランドファイナルは伝統的にオーストラリアで最も人気のあるスポーツイベントの1つであり、世界で最も観客動員数の多いスポーツの試合の1つである。加えて、NRL優勝クラブは、北半球のスーパーリーグの王者とのプレシーズン試合であるワールドクラブチャレンジにも出場する。

## 歴史
1907年にニューサウスウェールズ・ラグビーリーグとして設立。その後、オーストラリア・ラグビーリーグを経て、1998年に現在の名称になった。
またリーグ期間中にはニューサウスウェールズ選抜とクイーンズランド選抜によるステート・オブ・オリジンが3試合行われる。
2024年は史上初めてアメリカラスベガスで公式開幕戦ダブルヘッダーが開催された。

## チーム
NRLは16クラブから構成される。内訳はシドニー都市圏の8クラブ、ニューサウスウェールズ州の2クラブ、クイーンズランド州の3クラブ、ビクトリア州、オーストラリア首都特別地域、ニュージーランドから各1チームである。リーグは単一のグループで運営される。ディビジョンやカンファレンスには分かれておらず、他リーグとの降格・昇格制度はない。セントジョージ・イラワラ・ドラゴンズとウェスツ・タイガーズは、2箇所以上のグラウンドを使用しているため、2つの所在地を有している。
1998年の初シーズン以来ナショナルラグビーリーグでは総計23クラブがプレーしてきた。
1998年の開始以来11クラブがナショナルラグビーリーグの全てのシーズンに参加している。

### 現在のクラブ
| クラブ | 創設年 | 都市                | 州                         | スタジアム                           | 収容人数* | 優勝回数 | 優勝年                                                                           |
| --- | ------ | ------------------- | -------------------------- | ------------------------------------ | --------- | -------- | -------------------------------------------------------------------------------- |
| サウスシドニー・ラビトーズ | 1908   | シドニー            | ニューサウスウェールズ州   | ANZスタジアム                        | 83,500    | 21       | 1908-09, 1914, 1918, 1925–29, 1931–32, 1950-51, 1953–55, 1967–68, 1970–71, 2014. |
| シドニー・ルースターズ | 1908   | シドニー            | ニューサウスウェールズ州   | シドニー・クリケット・グラウンド     | 48,000    | 15       | 1911-13, 1923, 1935–37, 1940, 1945, 1974-75, 2002, 2013, 2018-19.                |
| マンリー・ウォーリンガ・シーイーグルズ | 1947   | シドニー            | ニューサウスウェールズ州   | ロットランド                         | 23,000    | 8        | 1972-73, 1976, 1978, 1987, 1996, 2008, 2011.                                     |
| カンタベリー＝バンクスタウン・ブルドッグズ | 1934   | シドニー            | ニューサウスウェールズ州   | ANZスタジアム                        | 83,500    | 8        | 1938, 1942, 1980, 1984–85, 1988, 1995, 2004.                                     |
| ブリスベン・ブロンコズ | 1988   | ブリスベン          | クイーンズランド州         | サンコープ・スタジアム               | 52,500    | 6        | 1992-93, 1997–98, 2000, 2006.                                                    |
| パラマタ・イールズ | 1947   | シドニー            | ニューサウスウェールズ州   | バンクウエスト・スタジアム           | 30,000    | 4        | 1981-83, 1986.                                                                   |
| メルボルン・ストーム | 1997   | メルボルン          | ヴィクトリア州             | AAMパーク                            | 30,050    | 4        | 1999, 2012, 2017, 2020.                                                          |
| キャンベラ・レイダーズ | 1981   | キャンベラ          | オーストラリア首都特別地域 | GIOスタジアム・キャンベラ            | 25,000    | 3        | 1989-90, 1994.                                                                   |
| ニューキャッスル・ナイツ | 1988   | ニューカッスル      | ニューサウスウェールズ州   | マクドナルド・ジョーンズ・スタジアム | 33,000    | 2        | 1997, 2001.                                                                      |
| ペンリス・パンサーズ | 1967   | シドニー            | ニューサウスウェールズ州   | パンサーズ・スタジアム               | 22,500    | 2        | 1991, 2003.                                                                      |
| クロヌラ＝サザランド・シャークス | 1967   | シドニー            | ニューサウスウェールズ州   | シャーク・パーク                     | 22,000    | 1        | 2016                                                                             |
| ノースクイーンズランド・カウボーイズ | 1995   | タウンズビル        | クイーンズランド州         | 1300SMILESスタジアム                 | 26,500    | 1        | 2015                                                                             |
| セントジョージ・イラワラ・ドラゴンズ | 1998‡  | シドニー ウロンゴン | ニューサウスウェールズ州   | ジュビリー・スタジアム WINスタジアム | 21,500    | 1        | 2010                                                                             |
| ウェスツ・タイガーズ | 1999‡  | シドニー            | ニューサウスウェールズ州   | Bankwestスタジアム                   | 30,000    | 1        | 2005                                                                             |
| ゴールドコースト・タイタンズ | 2007   | ゴールドコースト    | クイーンズランド州         | Cbusスーパースタジアム               | 27,400    | 0        | None                                                                             |
| ニュージーランド・ウォリアーズ | 1995   | オークランド        | ニュージーランド           | マウント・スマート・スタジアム       | 30,000    | 0        | None                                                                             |
| * ラグビーリーグの試合だけのための収容人数。その他のスポーツ、コンサート、イベントのための収容人数は異なる。 ‡は、クラブがそれ以前に存在したクラブの合弁事業として設立されたことを示す。 ‡は合弁事業を作ったクラブが合併以前にプレミアシップを勝ち取ったことがあることを示している。これは優勝回数には数えられていない。 |        |                     |                            |                                      |           |          |                                                                                  |

### 消滅したクラブ
| クラブ                                 | 創設年 | 最終シーズン                                                       | 都市             | 州                       | スタジアム                                              | 優勝回数 |
| -------------------------------------- | ------ | ------------------------------------------------------------------ | ---------------- | ------------------------ | ------------------------------------------------------- | -------- |
| アデレード・ラムズ                     | 1995   | 1998                                                               | アデレード       | 南オーストラリア州       | アデレード・オーバル ハインドマーシュ・スタジアム       | 0        |
| アナンデール・デールズ                 | 1910   | 1920                                                               | シドニー         | ニューサウスウェールズ州 | ウェントワース・パーク                                  | 0        |
| バルメイン・タイガーズ                 | 1908   | 1999（ウェスタン・サバーブズ・マグパイズと合併）                   | シドニー         | ニューサウスウェールズ州 | ライカート・オーバル                                    | 11       |
| カンバーランド                         | 1908   | 1908                                                               | シドニー         | ニューサウスウェールズ州 | N/A                                                     | 0        |
| グリーブ・ダーティーレッズ             | 1908   | 1929                                                               | シドニー         | ニューサウスウェールズ州 | ウェントワース・パーク                                  | 0        |
| ゴールドコースト・チャージャージ       | 1987   | 1998                                                               | ゴールドコースト | クイーンズランド         | シーガルズ・スタジアム                                  | 0        |
| ハンター・マリナーズ                   | 1995   | 1997                                                               | ニューカッスル   | ニューサウスウェールズ州 | トッパー・スタジアム マラソン・スタジアム               | 0        |
| イラワラ・スタジアム                   | 1980   | 1998（セントジョージ・ドラゴンズと合併）                           | ウロンゴン       | ニューサウスウェールズ州 | WINスタジアム                                           | 0        |
| ニューカッスル・レベルズ               | 1908   | 1909                                                               | ニューカッスル   | ニューサウスウェールズ州 | N/A                                                     | 0        |
| ニュータウン・ジェッツ                 | 1908   | 1983                                                               | シドニー         | ニューサウスウェールズ州 | ヘンソン・パーク                                        | 3        |
| ノースシドニー・ベアーズ               | 1908   | 1999（マンリー・ウォーリンガ・シーイーグルズと合併、2002年に分裂） | シドニー         | ニューサウスウェールズ州 | ノースシドニー・オーバル                                | 2        |
| ノーザン・イーグルズ                   | 2000   | 2002                                                               | シドニー         | ニューサウスウェールズ州 | ブルックベール・オーバル セントラルコースト・スタジアム | 0        |
| セントジョージ・ドラゴンズ             | 1921   | 1998（イラワラ・スティーラーズと合併）                             | シドニー         | ニューサウスウェールズ州 | ハーストビル・オーバル                                  | 15       |
| サウスクイーンズランド・クラッシャーズ | 1992   | 1997                                                               | ブリスベン       | クイーンズランド州       | サンコープ・スタジアム                                  | 0        |
| ユニバーシティ                         | 1920   | 1937                                                               | シドニー         | ニューサウスウェールズ州 | N/A                                                     | 0        |
| ウェスタン・レッズ                     | 1992   | 1997（スーパーリーグ戦争のため解散）                               | パース           | 西オーストラリア州       | WACAグラウンド                                          | 0        |
| ウェスタン・サバーブズ・マグパイズ     | 1908   | 2000（バルメイン・タイガーズと合併）                               | シドニー         | ニューサウスウェールズ州 | キャンベルタウン・スタジアム                            | 4        |

### 創設クラブ
現在のNRL所属チームのうち2チーム、シドニー・ ルースターズ（「イースタン・サバーブズ」として設立）とサウスシドニー・ラビトーズがオーストラリアにおけるラグビーリーグの初年度の1908年に設立された。同じく創設クラブのウェスタン・サバーブズ・マグパイズとバルメイン・タイガーズはNRLの2000シーズンから合併したウェスツ・タイガーズとして参加している。

## 大会の方式
各チームが1回戦総当りでリーグ戦を行い、その後9試合行った後に、上位8チームによるファイナルシリーズに臨む。優勝決定戦のグランドファイナルは例年10月第1週の日曜日にシドニーのスタジアム・オーストラリアで行われる。テレビ中継はナイン・ネットワークで放送される。

## 歴代成績
| シーズン | グランドファイナル                   | グランドファイナル | グランドファイナル                         | マイナープレミア                           |
| シーズン | プレミア                             | スコア             | 準優勝                                     | マイナープレミア                           |
| -------- | ------------------------------------ | ------------------ | ------------------------------------------ | ------------------------------------------ |
| 1998     | ブリスベン・ブロンコズ               | 38 – 12            | カンタベリー・ブルドッグス                 | ブリスベン・ブロンコズ                     |
| 1999     | メルボルン・ストーム                 | 20 – 18            | セントジョージ・イラワラ・ドラゴンズ       | クロナラ・シャークス                       |
| 2000     | ブリスベン・ブロンコズ               | 14 – 6             | シドニー・ルースターズ                     | ブリスベン・ブロンコズ                     |
| 2001     | ニューカッスル・ナイツ               | 30 – 24            | パラマタ・イールズ                         | パラマタ・イールズ                         |
| 2002     | シドニー・ルースターズ               | 30 – 8             | ニュージーランド・ウォリアーズ             | ニュージーランド・ウォリアーズ             |
| 2003     | ペンリス・パンサーズ                 | 18 – 6             | シドニー・ルースターズ                     | ペンリス・パンサーズ                       |
| 2004     | ブルドッグズ                         | 16 – 13            | シドニー・ルースターズ                     | シドニー・ルースターズ                     |
| 2005     | ウェスツ・タイガース                 | 30 – 16            | ノースクイーンズランド・カウボーイズ       | パラマタ・イールズ                         |
| 2006     | ブリスベン・ブロンコズ               | 15 – 8             | メルボルン・ストーム                       | メルボルン・ストーム                       |
| 2007     | メルボルン・ストーム                 | 34 – 8             | マンリー＝ウォリンガ・シーイーグルズ       | メルボルン・ストーム                       |
| 2008     | マンリー＝ウォリンガ・シーイーグルズ | 40 – 0             | メルボルン・ストーム                       | メルボルン・ストーム                       |
| 2009     | メルボルン・ストーム                 | 23 – 16            | パラマタ・イールズ                         | セントジョージ・イラワラ・ドラゴンズ       |
| 2010     | セントジョージ・イラワラ・ドラゴンズ | 32 – 8             | シドニー・ルースターズ                     | セントジョージ・イラワラ・ドラゴンズ       |
| 2011     | マンリー＝ウォリンガ・シーイーグルズ | 24 – 10            | ニュージーランド・ウォリアーズ             | メルボルン・ストーム                       |
| 2012     | メルボルン・ストーム                 | 14 – 4             | カンタベリー＝バンクスタウン・ブルドッグズ | カンタベリー＝バンクスタウン・ブルドッグズ |
| 2013     | シドニー・ルースターズ               | 26 – 18            | マンリー＝ウォリンガ・シーイーグルズ       | シドニー・ルースターズ                     |
| 2014     | サウス・シドニー・ラビットーズ       | 30 – 6             | カンタベリー＝バンクスタウン・ブルドッグズ | シドニー・ルースターズ                     |
| 2015     | ノースクイーンズランド・カウボーイズ | 17 – 16            | ブリスベン・ブロンコズ                     | シドニー・ルースターズ                     |
| 2016     | クロヌラ＝サザランド・シャークス     | 14–12              | メルボルン・ストーム                       | メルボルン・ストーム (42 pts)              |
| 2017     | メルボルン・ストーム                 | 34 – 6             | ノースクイーンズランド・カウボーイズ       | メルボルン・ストーム (44 pts)              |
| 2018     | シドニー・ルースターズ               | 21 – 6             | メルボルン・ストーム                       | シドニー・ルースターズ (34 pts)            |
| 2019     | シドニー・ルースターズ               | 14 – 8             | キャンベラ・レイダーズ                     | メルボルン・ストーム (42)                  |
| 2020     | メルボルン・ストーム                 | 26 – 20            | ペンリス・パンサーズ                       | ペンリス・パンサーズ (37)                  |
| 2021     | ペンリス・パンサーズ                 | 14 – 12            | サウス・シドニー・ラビットーズ             | メルボルン・ストーム (44)                  |
| 2022     | ペンリス・パンサーズ                 | 28 – 12            | Parramatta Eels                            | ペンリス・パンサーズ (42)                  |
| 2023     | ペンリス・パンサーズ                 | 26—24              | Brisbane Broncos                           | Penrith Panthers (42)                      |
| 2024     | ペンリス・パンサーズ                 | 14—6               | メルボルン・ストーム                       | メルボルン・ストーム (44)                  |

- 注：2006-2009年までメルボルン・ストームは長期にわたるサラリーキャップ上限を超えたことによりタイトルを剥奪された。